# Ütteroda
Ütteroda ist ein landwirtschaftlich geprägter Ortsteil der Gemeinde Krauthausen im Wartburgkreis in Westthüringen. Der Ortsteil liegt in Südhanglage, etwa 5 Kilometer Luftlinie nördlich von Eisenach auf einer Höhe von 340 bis 360 Metern über Meeresspiegelhöhe.

## Geografie
Der Ortsteil Ütteroda liegt am Südrand der „Mihlaer Hochfläche“, einer topographischen Untereinheit des Creuzburg–Eisenacher Grabens.
An die Gemarkung von Ütteroda grenzt im Westen Creuzburg, im Norden und Osten Mihla (beides Ortsteile von Amt Creuzburg), im Osten die Eisenacher Stadtteile Neukirchen und Madelungen und im Süden die Kerngemeinde Krauthausen.
Die höchste Erhebung ist der bewaldete Berg Hohleite (385,8 m ü. NN), es folgen der Mihlberg (377,7 m ü. NN) und der Lerchenberg (342,8 m ü. NN). Die geographische Höhe des Ortes beträgt 340 m ü. NN.

### Geologie
Ütteroda liegt im Bereich des Creuzburger Grabens, eines Abschnittes der Eichenberg–Gotha–Saalfelder Störungszone, der durch zahlreiche, in etwa parallel verlaufende Verwerfungen stark gegliedert ist. Der oberflächennahe geologische Untergrund wechselt daher kleinflächig ab. Es dominieren im Südwesten die Gesteine des Dolomitmergelkeupers, der in einem geologischen Aufschluss an der „Roten Wand“ am Ostfuß der Hohleite eindrucksvoll angeschnitten ist. Den Steinmergelschichten lagern gelbe Sandsteine des mittleren Rhät auf, die den Abschluss der Gesteinsabfolge des Keupers bilden. Im Nordosten erfolgt ein abrupter Übergang zum Hauptmuschelkalk, der dort die Verebnung der Mihlaer Hochfläche bildet.

### Gewässer
Die Ortslage von Ütteroda besitzt keine natürlichen Quellen und Wasserläufe. In einer sumpfigen, natürlichen Senke am nordöstlichen Ortsrand befindet sich eine von Niederschlägen gebildete Wasserfläche, sie wird „Im See“ genannt und ist heute ein Flächennaturdenkmal. Im Zentrum der Ortslage wurde zum vorbeugenden Brandschutz ein Löschwasserteich angelegt.

## Geschichte

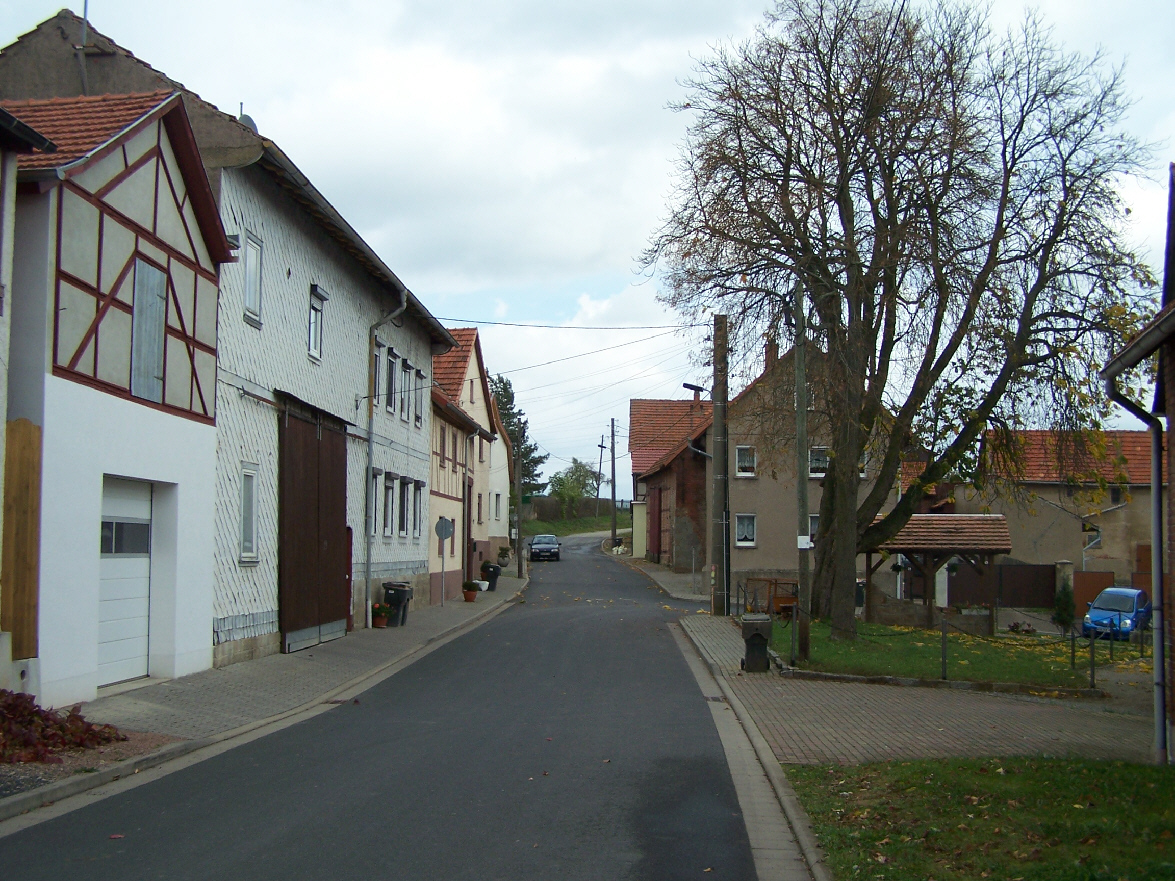
In der historischen Ortslage von Ütteroda

Der Ort Ütteroda entstand in der letzten Rodungsperiode der Hochmittelalters und war zunächst ein dem Creuzburger Nonnenkloster Sankt Jakob zugeeignetes Gut. Hier hatten die Herren von Uetterodt ihren Stammsitz.
Der Ort im Amt Creuzburg lag verkehrsgünstig an einer Seitenstraße der Lange-Hessen-Straße. Nach der Säkularisation des Klosterbesitzes ging dieser Ort in den Besitz der Herren von Buttlar (zu Creuzburg) über, welche als Patronatsherren schon 1569 den Bau einer Kirche ermöglichten.
Im Jahr 1637 wurde Ütteroda schwer heimgesucht, der halbe Ort brannte nieder, von 40 Wohnhäusern blieben nur 21 erhalten, auch die Mehrzahl der 40 männlichen Einwohner wurde getötet. Fast der gesamte Viehbestand wurde von den Plünderern erbeutet.
Aufgrund ungünstiger geologisch-topographischer Bedingungen im Ort ereignete sich in den Jahren 1865 bis 1867 eine Häufung von Typhuserkrankungen. Die Brunnen des Ortes hatten über das Grundwasser Verbindung mit dem Gottesacker und einigen Sumpfgebieten oberhalb des Ortes. Durch das verunreinigte Brunnenwasser kamen 19 der 280 Bewohner des Ortes zu Tode.
1879 wurden, basierend auf der Volkszählung von 1875, erstmals statistische Angaben zum Ort publiziert. Ütteroda hatte in diesem Jahr 49 Wohnhäuser mit 252 Einwohnern. Die Größe der Flur betrug 513,8 ha, davon Höfe und Gärten 9,4 ha, Wiesen 1,7 ha, Ackerfläche 413,5 ha, Wald 26,5 ha, Teiche, Bäche und Flüsse 0,2 ha. Auf Wege, Triften, Ödland und Obstbauplantagen entfielen 62,4 ha. Beachtlich war auch der Viehbestand: Ütteroda hatte 7 Pferde, 153 Rinder, 324 Schafe, 86 Schweine und 17 Ziegen.
Sechs bei den Abwehrkämpfen gegen vorrückende US-Panzerspitzen am 2. April 1945 gefallene deutsche Soldaten wurden auf dem Friedhof des Ortes beerdigt. Auch vier Bürger von Ütteroda fanden beim Beschuss aus den Panzerkanonen den Tod.
Am 9. April 1994 wurde die bis dahin selbstständige Gemeinde nach Krauthausen eingemeindet.

## Sehenswürdigkeiten

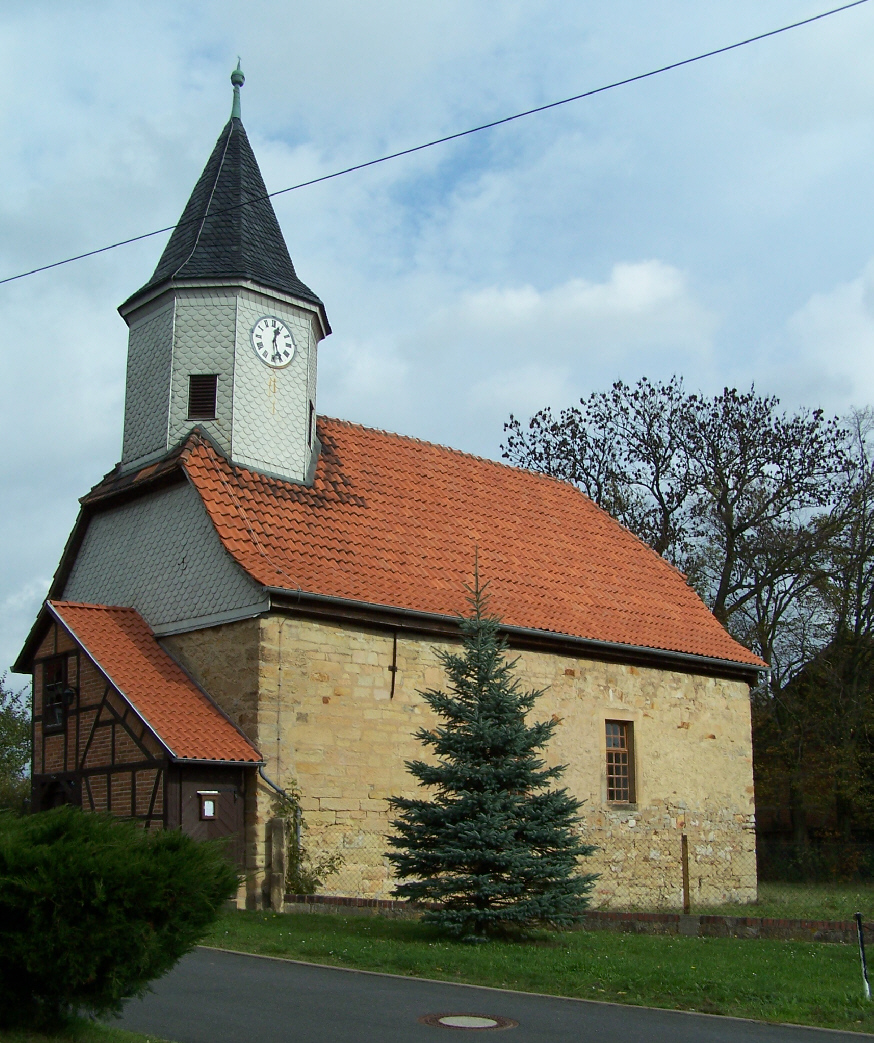
Die Ütterodaer Kirche

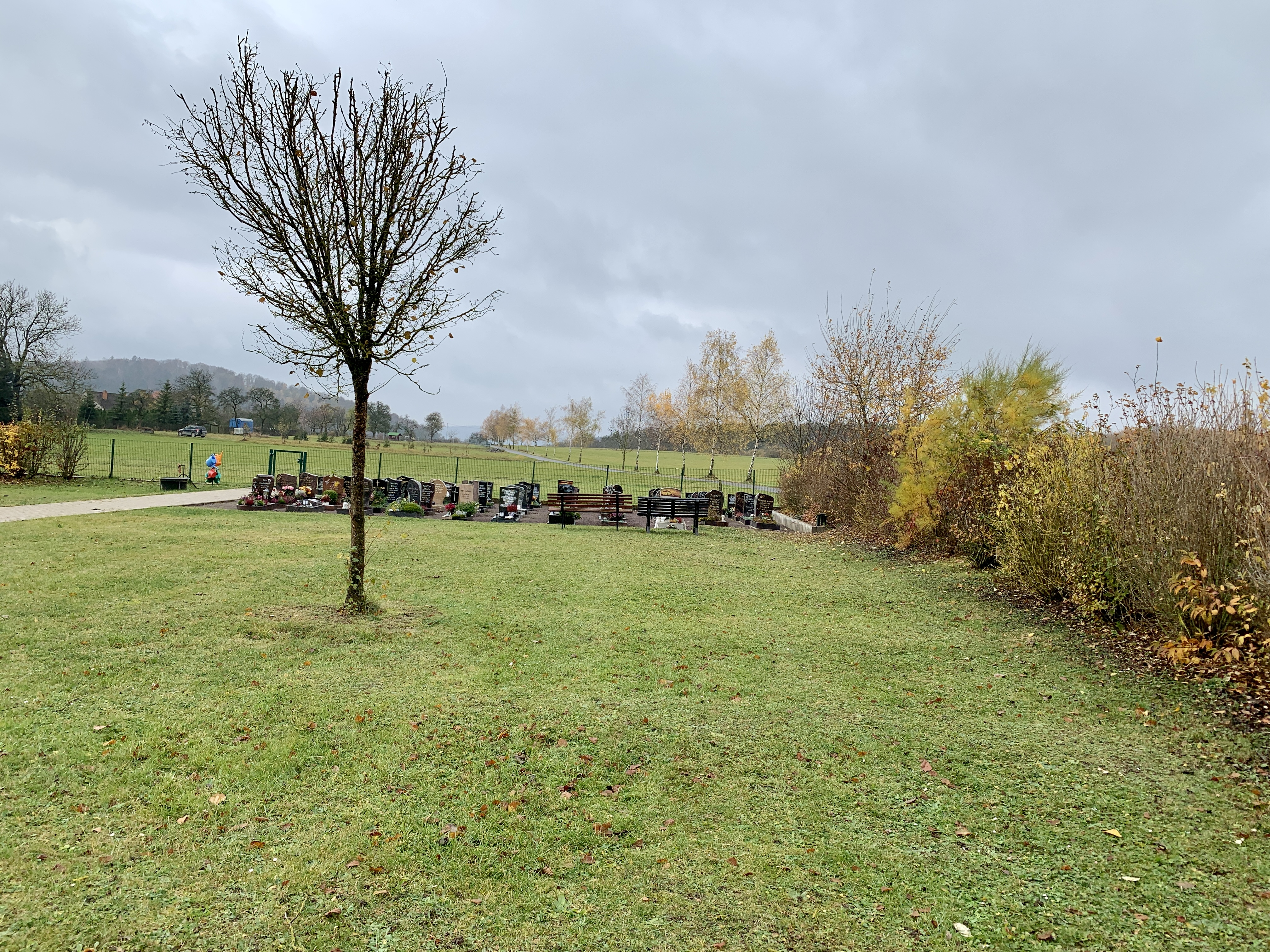
Ütterodaer Friedhof

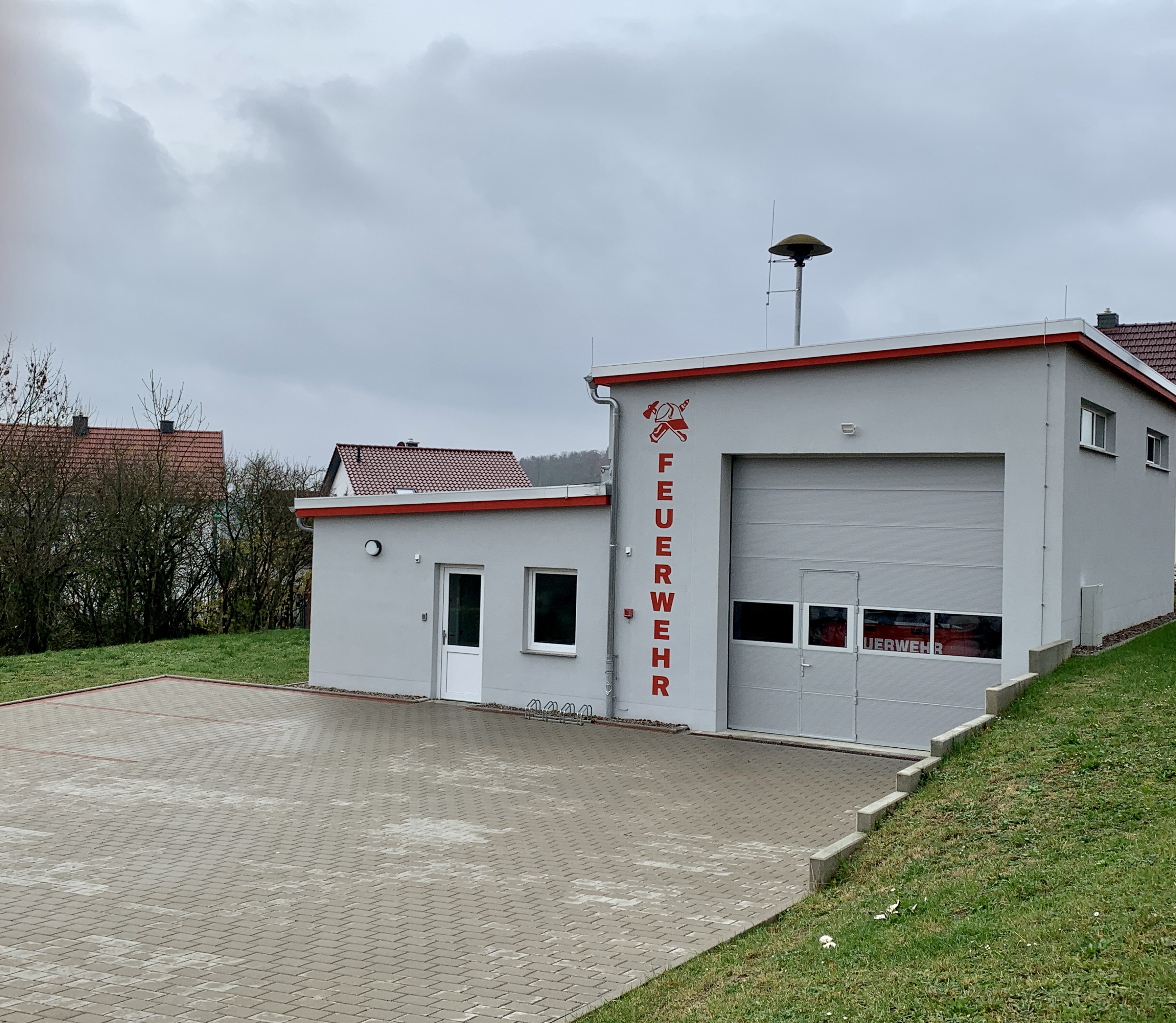
Ütterodaer Feuerwehrhaus

Ütteroda besitzt einen kleinen Dorfanger. An mehreren Punkten im Ort finden sich noch liebevoll gepflegte Dorfbrunnen.
Die Dorfkirche wurde um 1560 aus Feldsteinen erbaut. Sie wurde nach 1990 saniert und verfügt über ein neues Geläut mit funkgesteuertem Uhrwerk.

### Geologische Aufschlüsse an der Hohleite

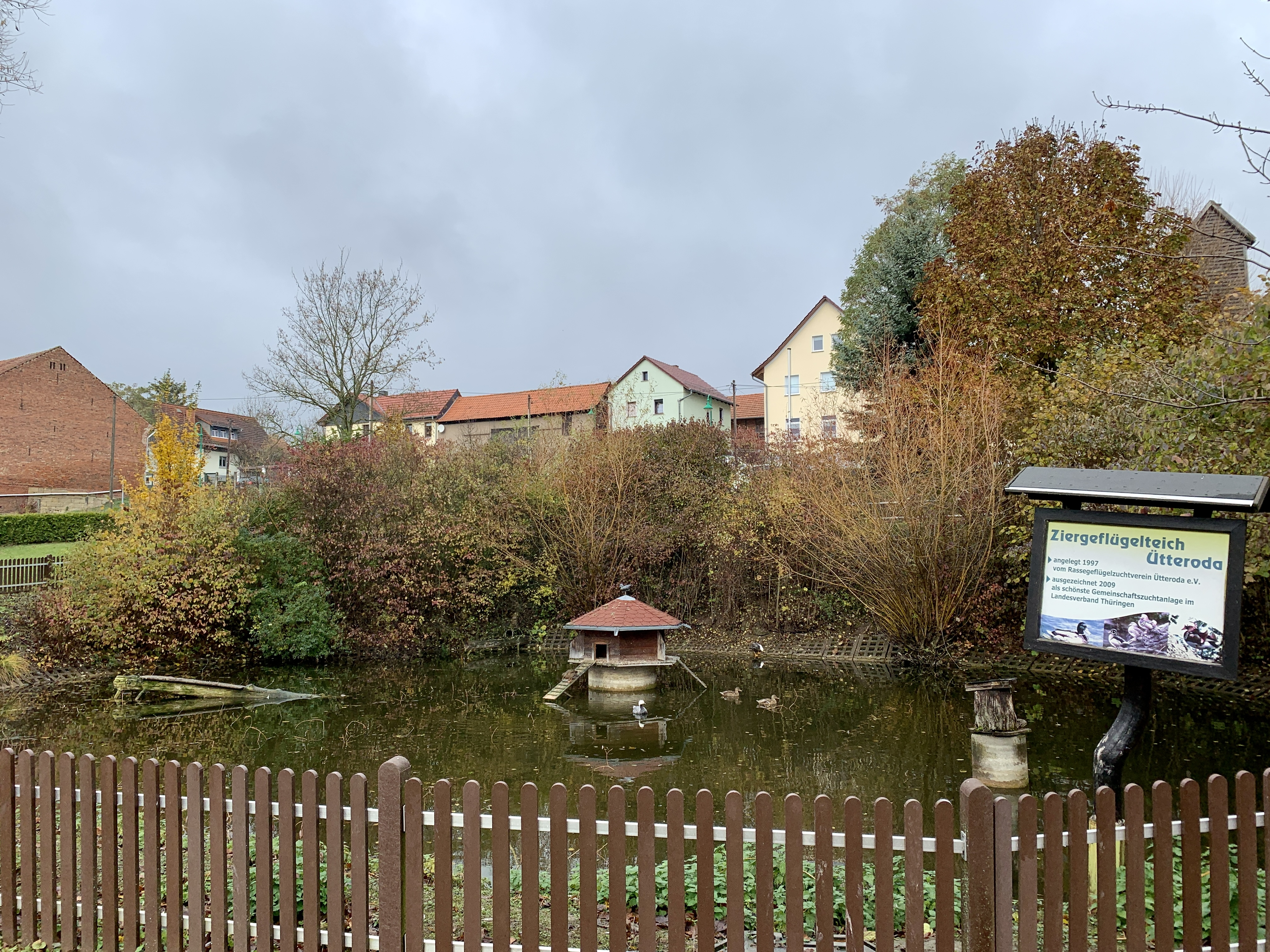
Ziergeflügelteich

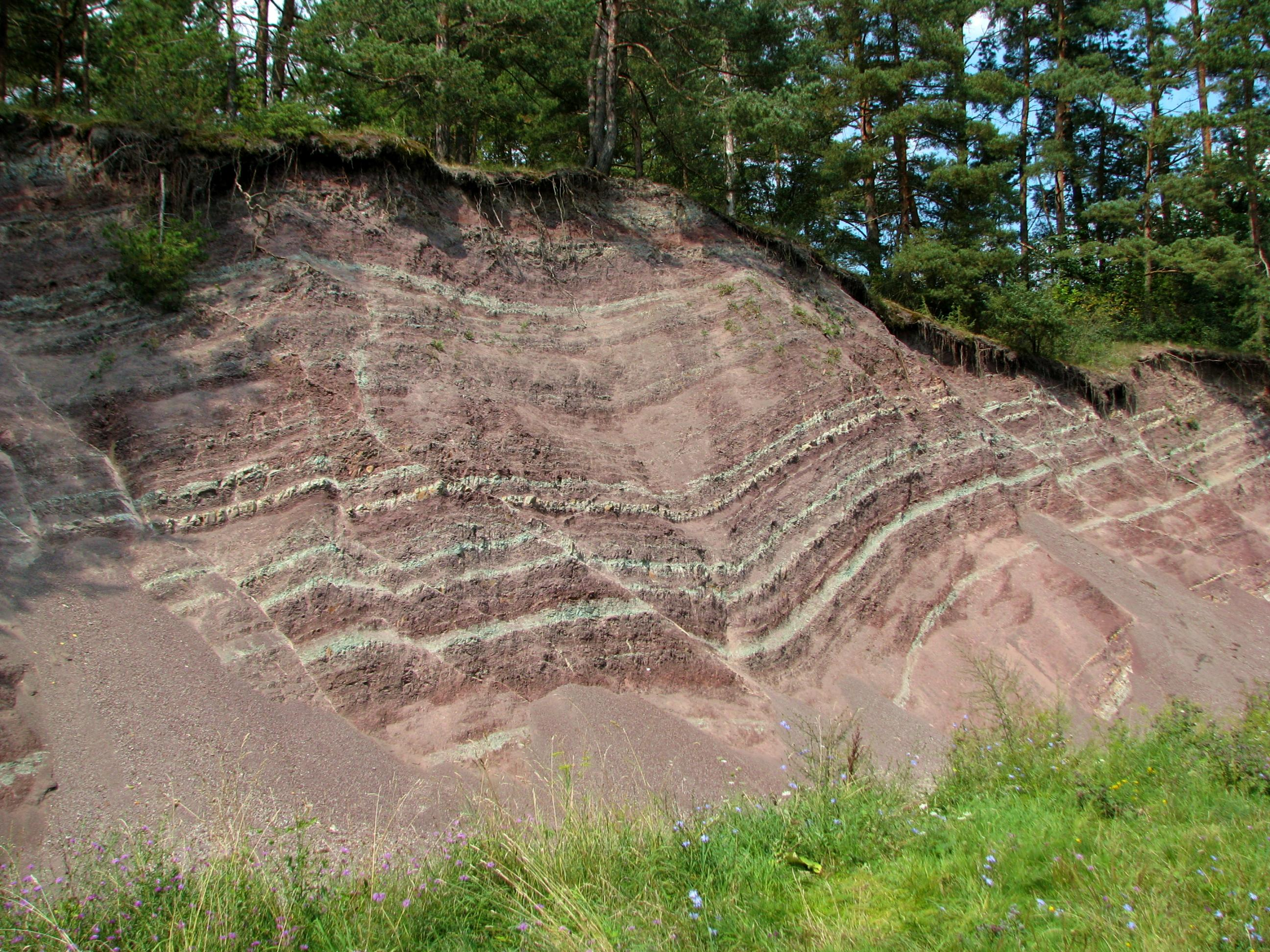
„Rote Wand“ bei Ütteroda, ein überregional bedeutsamer geologischer Aufschluss

An der Hageleite befindet sich die Rote Wand, ein besonders farbenprächtiger Keuperaufschluss. Die Gesteinspakete treten nochmals an der Ortsverbindungsstraße Ütteroda-Creuzburg zu Tage.

### Naturschutzgebiet Runder- und Langer Enspel
Das Naturschutzgebiet Runder- und Langer Enspel befindet sich etwa einen Kilometer südöstlich der Ortslage, überwiegend in der Flur Madelungen. Es wurde wegen des hier vorhandenen Wacholder-Magerrasens als Naturschutzgebiet ausgewiesen. Neben der schützenswerten Flora wurden im Gebiet 28 Vogelarten, 18 Schmetterlingsarten (Tagfalter) und der Feuersalamander bestimmt, darunter einige Tier- und Pflanzenarten die in Thüringen bereits auf der Roten Liste gefährdeter Arten stehen. Der BUND Kreisverband Wartburgkreis und Stadt Eisenach wies das Gebiet als Biotop des Monats Mai 2001 aus.

## Bergbau
Der Rhätsandstein wurde seit dem Hochmittelalter als Baustein gebrochen. Die Steinbrüche sind unter Wald erhalten geblieben. Der feinkörnige Rhätsandstein aus der Madelunger und Ütterodaer Flur lässt sich an zahlreichen Steinplastiken und Gebäuden in den Nachbarorten und in besonders großer Zahl auf den Eisenacher Friedhöfen nachweisen. Die Steinmergelbänke wurden als Wegeschotter verwendet.